# Islas Farallóns
Las Islas Farallóns (denominadas en gallego Illas dos Farallóns) son un pequeño archipiélago español de la provincia de Lugo (Galicia). 

## Geografía
Está situado a una milla en frente de la villa de San Ciprián (municipio de Cervo). Las tres islas que lo conforman suman en conjunto 6 hectáreas de terreno, contando la mayor de las islas con una extensión de 3'5 hectáreas. Son muy abruptas y rocosas, siendo una de ellas de una característica forma piramidal, muy elevada.

## Historia
Las islas Farallóns son un tradicional punto de naufragio de barcos, a lo largo de los años aquí naufragaron: el vapor María del Carmen F, hundido en 1931, el carguero «Castillo de Moncada», que se quedó sentado en el canal que separa las islas en 1945, el pesquero «Maryfran» en 1957, que acabó yéndose a pique, y el carguero Carebeka VIII, hundido en 1982.